# Cheetah-licious Christmas
Cheetah-licious Christmas es el álbum de estudio debut del grupo femenino estadounidense The Cheetah Girls. Fue lanzado por Walt Disney Records el 11 de octubre de 2005. El álbum incluye siete canciones navideñas clásicas, además de seis canciones originales. Alcanzó el puesto 74 en la lista Billboard 200.

## Lista de canciones
| Cheetah-licious Christmas standard Edition |                                   |                                                                               |          |  |
| N.º                                        | Título                            | Escritor(es)                                                                  | Duración |  |
| 1.                                         | «Five More Days 'Til Christmas»   | Matthew Gerrard, Robbie Nevil                                                 | 3:03     |  |
| 2.                                         | «Santa Claus Is Coming To Town»   | J. Fred Coots, Haven Gillespie                                                | 3:27     |  |
| 3.                                         | «The Perfect Christmas»           | Matthew Gerrard, Jay Landers, Robbie Nevil                                    | 3:08     |  |
| 4.                                         | «Cheetah-licious Christmas»       | Matthew Gerrard, Robbie Nevil                                                 | 3:31     |  |
| 5.                                         | «A Marshmallow World»             | Peter DeRose, Carl Sigman                                                     | 2:47     |  |
| 6.                                         | «Christmas In California»         | Adrienne Bailon, Sabrina Bryan, Kiely Williams, Matthew Gerrard, Robbie Nevil | 2:59     |  |
| 7.                                         | «No Ordinary Christmas»           | Bridget Benenate, Matthew Gerrard                                             | 3:30     |  |
| 8.                                         | «All I Want For Christmas Is You» | Walter Afanasieff, Mariah Carey                                               | 4:01     |  |
| 9.                                         | «This Christmas»                  | Donny Hathaway, Nadine McKinnor                                               | 3:05     |  |
| 10.                                        | «I Saw Mommy Kissing Santa Claus» | Thomas Connor                                                                 | 2:51     |  |
| 11.                                        | «The Simple Things»               | Matthew Gerrard, Robbie Nevil                                                 | 3:41     |  |
| 12.                                        | «Last Christmas»                  | George Michael                                                                | 3:49     |  |
| 13.                                        | «Feliz Navidad»                   | José Feliciano                                                                | 2:37     |  |
| 42:39                                      |                                   |                                                                               |          |  |

## Sencillos
Cheetah-licious Christmas fue el primer sencillo del álbum, lanzado el 1 de noviembre de 2005, junto con un vídeo musical que muestra al grupo interpretando la canción dentro de una bola de nieve vestidas con ropa de invierno. Fue interpretada en sus giras Cheetah-licious Christmas Tour y se añadió a la lista de canciones de The Party's Just Begun Tour durante la temporada navideña.
Five More Days 'Til Christmas fue lanzado como sencillo promocional, en exclusiva en Radio Disney el 12 de diciembre de 2005. Se interpretó en su Cheetah-licious Christmas Tour.

## Recepción critica
Johnny Loftus de Allmusic reseño el álbum afirmando: "Adrienne Bailon, Sabrina Bryan y Kiely Williams (esta vez no hay Raven Symoné) dan inicio a la Navidad de las Cheetah Girls añadiendo un poco de estilo contemporáneo a la habitual cháchara sobre álbumes de temporada. "Hey Cheetahs!", dice una de ellas mientras suenan campanas de fondo. "¿What's Up?" y "¡Hey, Girl!", responden las otras. "¿Guess what? Christmas is getting closer," y las chicas responden con enfáticos gritos de "¡For real!" y "¡Let's do this!". es el álbum navideño moderno para niños. "Five More Days 'Til Christmas" es un original navideño bastante agradable, pero "Santa Claus Is Coming to Town" está reinventado sobre un vago ritmo de Diwali y electrónica vibrante, y "All I Want for Christmas Is You" ofrece un R&B entrecortado y discreto. Otros favoritos navideños que el trío toca son la empalagosa "I Saw Mommy Kissing Santa Claus" y "Feliz Navidad". A lo largo de los años, las mejores canciones navideñas han resistido cientos de remakes extraños, alocados o desacertados, por lo que las versiones tenues de Mariah Carey de The Cheetah Girls son bastante inofensivas. En cuanto al resto, las chicas hacen un buen trabajo con "Last Christmas" de George Michael, y "Cheetah-licious Christmas" es la frase de moda entre los adolescentes de la temporada. "Simple Things" y "No Ordinary Christmas" ofrecen más de lo mismo: noticias navideñas y los clichés navideños habituales combinados con ritmos ligeramente bailables y alguna que otra campanilla que resuena. Es Cheetah-liciousness de verdad.

## Posicionamiento
| Listas (2005 - 2007)                                | Posición | Semanas | Ventas   |
| --------------------------------------------------- | -------- | ------- | -------- |
| U.S. Billboard 200                                  | 74       | 7       | 376,000+ |
| U.S. Billboard Top Heatseekers                      | 4        | 3       | 376,000+ |
| U.S. Billboard Top Heatseekers (Northeast)          | 3        | 2       | 376,000+ |
| U.S. Billboard Top Heatseekers (South Atlantic)     | 2        | 1       | 376,000+ |
| U.S. Billboard Top Heatseekers (South Central)      | 4        | 1       | 376,000+ |
| U.S. Billboard Top Heatseekers (Middle Atlantic)    | 2        | 2       | 376,000+ |
| U.S. Billboard Top Heatseekers (East North Central) | 1        | 2       | 376,000+ |
| U.S. Billboard Top Heatseekers (West North Central) | 4        | 1       | 376,000+ |
| U.S. Billboard Top Kid Audio                        | 1        | 31      | 376,000+ |
| U.S. Billboard Holiday Albums                       | 23       | 5       | 376,000+ |
| U.S. Billboard Catalog Albums                       | 9        | 5       | 376,000+ |

## Gira
En el invierno de 2005, The Cheetah Girls salió de gira para apoyar el álbum navideño. Aly & AJ fueron el acto de apertura, para apoyar su propio álbum Into the Rush, aunque los Jonas Brothers también actuaron como invitados sorpresa abriendo tanto para The Cheetah Girls como para Aly & AJ durante un total de 10 conciertos de la gira, promocionando It's About Time, su primer álbum. La temática navideña del concierto incluía regalos gigantes (en los que actuaron las Cheetah Girls), ropa de invierno e incluso un tema tropical para su canción "Christmas in California", que incluía tablas de surf con los nombres de las chicas. Las Cheetah Girls también cantaron canciones de la primer banda sonora de las Cheetah Girls, su canción "I Won't Say (I'm in Love)" (de DisneyMania 3), y su versión de "Shake a Tail Feather" (de la banda sonora de Chicken Little). Las chicas salieron de gira para apoyar este álbum bajo el título Cheetah-licious Christmas Tour.